# Компьютерное общество IEEE

IEEE Computer Society (иногда сокращённо Computer Society или CS) — профессиональное общество Института инженеров электротехники и электроники (IEEE).

## История
Штаб-квартира IEEE Computer Society Офис в Вашингтоне, округ Колумбия Компьютерное общество IEEE ведет своё происхождение к Subcomiee по крупномасштабному вычислению, учрежденному в 1946 году Американским институтом электротехники (AIEE), и к Профессиональной группе по электронным компьютерам (PGEC), созданной в 1951 году Институтом радиотехники. Когда AIEE объединился с IRE в 1963 году, чтобы сформировать Институт электротехники и электроники (IEEE), эти два стали IEEE Computer Group. Группа учредила собственную конституцию и в 1971 году стала IEEE Computer Society.
В 2014 году Компьютерное общество IEEE запустило комплиментарный месячный дайджест журнала Computing Edge, который состоит из курированных статей из его журналов.
CS поддерживает свою штаб-квартиру в Вашингтоне, округ Колумбия, и дополнительные офисы в Калифорнии, Китае и Японии.
Стефан Гэри Возняк (Stephen Wozniak), рассказывающий о своих телевизионных хиджинках из колледжа на первой конференции Techignite Компьютерное общество IEEE ежегодно спонсирует более 200 технических конов и координирует работу нескольких технических, советов и целевых групп.

## Цели организации
Компьютерное общество IEEE было создано для развития и усовершенствования теории и практики компьютерных и информационных технологий. Объединяя порядка 100000 членов, общество является мировым лидером среди организаций компьютерных профессионалов. С момента своего основания в 1946 году компьютерное общество стало самым большим техническим обществом в IEEE.

## Деятельность
Компьютерное общество реализует свою миссию путём организации конференций, изданий, технических комитетов, групп по подготовке стандартов и локальных студенческих отделений. Оно спонсирует (полностью или частично) более 140 ежегодных конференций, симпозиумов и совещаний по всему спектру тем информатики. Вся деятельность максимально децентрализована и опирается на работу региональных комитетов и подкомитетов. Годовой доход общества достиг 30 млн долларов, причем членские взносы составляют менее 10 % из этой суммы. Имеется специальная программа «Distinguished Visitors Program», в рамках которой известные учёные выступают по всему миру с лекциями о современном состоянии компьютерной науки и технологии.

## Структура организации
Более 100000 представителей индустрии, академических институтов и государственных организаций всего мира являются членами Компьютерного общества. Добровольцы из членов общества могут участвовать в различных коллегиях, комитетах и рабочих группах IEEE-CS. В обществе индивидуальное членство.

## Руководство
Исполнительный директор, David W. Hennage, имеет более чем 30-летний опыт управления и руководства ассоциаций в инженерной, научной и образовательной областях. Президент, Willis K. King, принимал участие в деятельности Компьютерного общества в течение более чем 20 лет. King с 1969 года работает на факультете информатики в университете города Хьюстона. Штаб-квартира находится в Вашингтоне; еще два офиса — в Брюсселе и Токио.

## Основные направления работы
Работа общества чрезвычайно многообразна. Всё, что может помочь компьютерным профессионалам в работе и есть предмет деятельности общества. Согласно Стратегическому плану, общество Computer Society должно стать ведущим производителем и поставщиком информации и разнообразных услуг для профессионалов во всём мире.

Справочные источники
https://www.computer.org/